# Cariniana decandra
Cariniana decandra är en tvåhjärtbladig växtart som beskrevs av Adolpho Ducke. Cariniana decandra ingår i släktet Cariniana och familjen Lecythidaceae. Inga underarter finns listade i Catalogue of Life.